# Juke Box (film, 1978)
Pour les articles homonymes, voir Jukebox (homonymie).
Pour plus de détails, voir Fiche technique et Distribution.
Juke Box (Eskimo Limon) est un film israélien réalisé par Boaz Davidson, sorti en 1978.

## Synopsis
Les années 1950. Nili une jolie jeune femme arrive dans l'école d'un trio d'amis ; Benzi, Momo et Yudale. Benzi, le typique "gentil garçon" des trois, tombe immédiatement amoureux de Nili. Cependant Nili préfère Momo, plus arrogant et plus expérimenté avec les filles, et qui ne tarde pas à coucher avec Nili, qui est vierge. Plus tard, il se révèle que Nili est enceinte de Momo qui l'a abandonnée. Benzi, qui espère pouvoir entamer une relation avec elle, aide Nili à avorter et la console, pour la voir finalement retourner dans les bras de Momo.

## Fiche technique
- Titre original : Eskimo Limon
- Titre français : Juke Box
- Réalisation : Boaz Davidson
- Scénario : Boaz Davidson, Eli Tavor
- Photographie : Adam Greenberg
- Montage : Alain Jakubowicz
- Production : Yoram Globus, Menahem Golan
- Société(s) de production : Noah Films
- Pays d'origine : Israël
- Année : 1978
- Langue originale : hébreu
- Format : couleur (Eastmancolor) – 35 mm – 1,78:1 – mono
- Genre : comédie dramatique, romance
- Durée : 95 minutes
- Dates de sortie : 
  - Allemagne de l'Ouest : février 1978 (Berlinale)
  - France : 22 novembre 1978

## Distribution
- Yftach Katzur : Benz
- Anat Atzmon : Nili
- Jonathan Sagall : Momo
- Zachi Noy : Yudale / Hughie
- Dvora Kedar : Sonya
- Ophelia Shtruhl : Stella
- Denise Bouzaglo : Ricki
- Rachel Steiner : Bracha
- Menashe Warshavsky : Romak
- Louis Rosenberg : le pharmacien

## Distinctions

### Nominations
- Berlinale 1978 :
  - Ours d'or pour Boaz Davidson
- Golden Globes 1979 :
  - Meilleur film étranger